# 克拉斯諾烏拉爾斯克
58°21′1″N 60°2′43″E / 58.35028°N 60.04528°E
克拉斯諾烏拉爾斯克（俄语：Красноура́льск）是俄羅斯斯維爾德洛夫斯克州西部的一個城市。2002年人口28,961人。
克拉斯諾烏拉爾斯克最初於1832年建立，1932年獲得市鎮地位。